# Piekary Śląskie
Piekary Śląskie (uitspraak: [pjɛˈkarɨ ˈɕlɔ̃skʲɛ], ong. piëkari sjlonskië) (Duits: Deutsch Piekar) is een stad in het Poolse woiwodschap Silezië. De oppervlakte bedraagt 39,67 km², het inwonertal 59.984 (2005).
De stad Piekary Śląskie ontstond in 1934 door het samenvoegen van de kernen Piekary Wielkie en Scharley.
In Piekary Śląskie bevindt zich de Onze-Lieve-Vrouw-en-Sint-Bartolomeüsbasiliek.

## Verkeer en vervoer
- Station Piekary Śląskie

## Geboren
- Adam Matysek (1968), Pools voetballer
- Dariusz Wosz (1969), Duits voetballer

Stadsdistricten:
Bielsko-Biała ·
Bytom ·
Dąbrowa Górnicza ·
Gliwice ·
Jaworzno ·
Katowice ·
Jastrzębie Zdrój ·
Chorzów ·
Mysłowice ·
Piekary ·
Ruda Śląska ·
Rybnik ·
Siemianowice ·
Sosnowiec ·
Świętochłowice ·
Częstochowa ·
Tychy ·
Zabrze ·
Żory

Districten:
Będzin ·
Bielsko-Biała ·
Bieruń-Lędziny ·
Cieszyn ·
Częstochowa ·
Gliwice ·
Kłobuck ·
Lubliniec ·
Mikołów ·
Myszków ·
Pszczyna ·
Racibórz ·
Rybnik ·
Tarnowskie Góry ·
Wodzisław ·
Zawiercie ·
Żywiec